# Mur-de-Sologne
Mur-de-Sologne település Franciaországban, Loir-et-Cher megyében. Lakosainak száma 1518 fő (2022. január 1.). Mur-de-Sologne Courmemin, Fontaines-en-Sologne, Gy-en-Sologne, Lassay-sur-Croisne, Pruniers-en-Sologne, Rougeou, Soings-en-Sologne és Veilleins községekkel határos.

## Népesség
A település népességének változása:
| Lakosok száma | 925  | 1102 | 1054 | 1290 | 1501 | 1510 | 1519 | 1518 | 1517 | 1518 |
|               | 1968 | 1982 | 1990 | 2006 | 2013 | 2015 | 2017 | 2019 | 2020 | 2022 |